# Onești, Strășeni
Onești este un sat din raionul Strășeni, Republica Moldova.
La vest de localitate este amplasată rezervația naturală silvică Voinova.

## Administrație și politică
Componența Consiliului local Onești (9 consilieri), ales la 5 noiembrie 2023, este următoarea:
|  | Partid                                            | Consilieri | Componență | Componență | Componență | Componență | Componență |
|  | ------------------------------------------------- | ---------- | ---------- | ---------- | ---------- | ---------- | ---------- |
|  | Partidul Acțiune și Solidaritate                  | 5          |            |            |            |            |            |
|  | Partidul Voința Poporului                         | 3          |            |            |            |            |            |
|  | Alianța Liberalilor și Democraților pentru Europa | 1          |            |            |            |            |            |

## Galerie de imagini

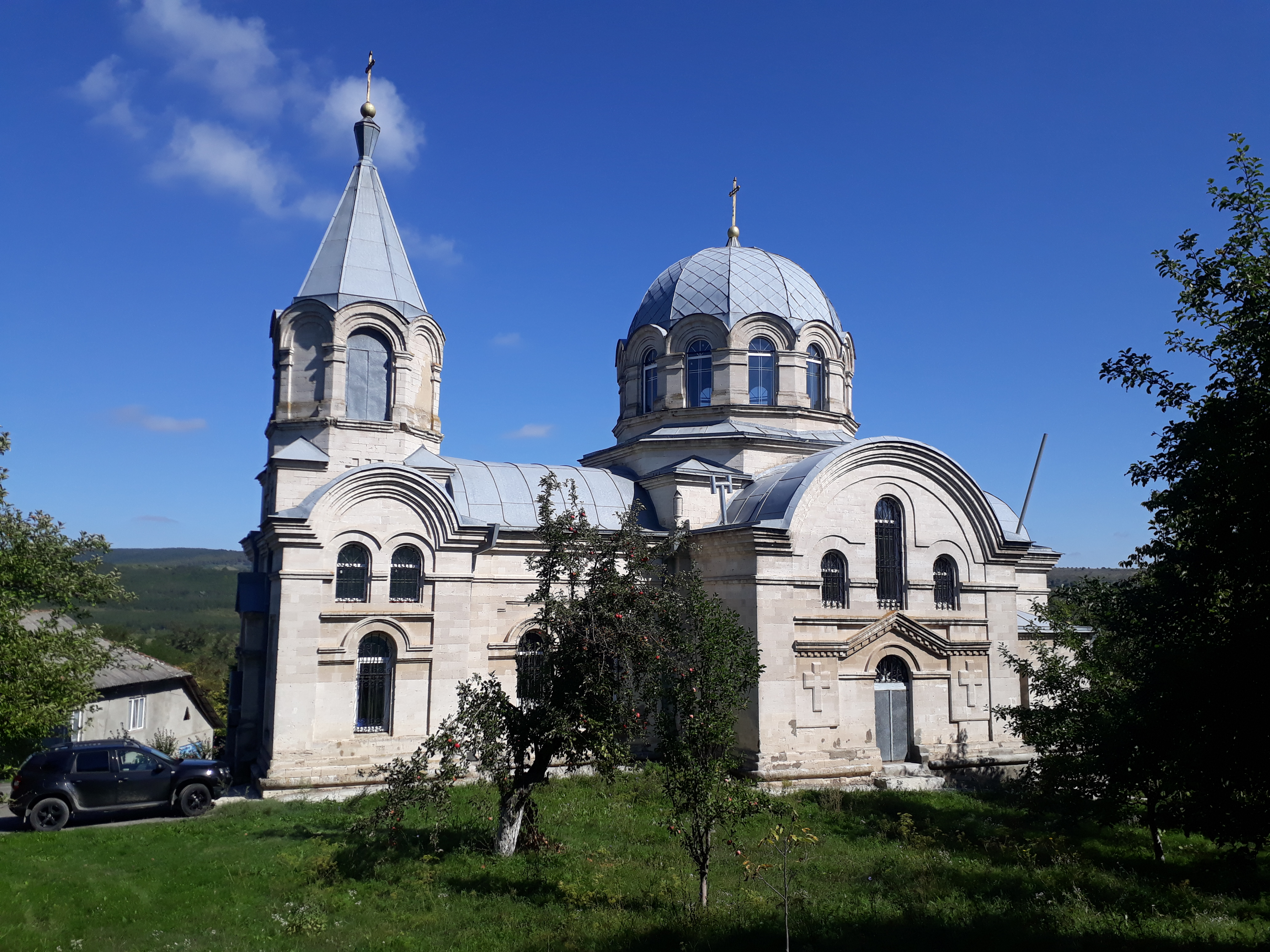
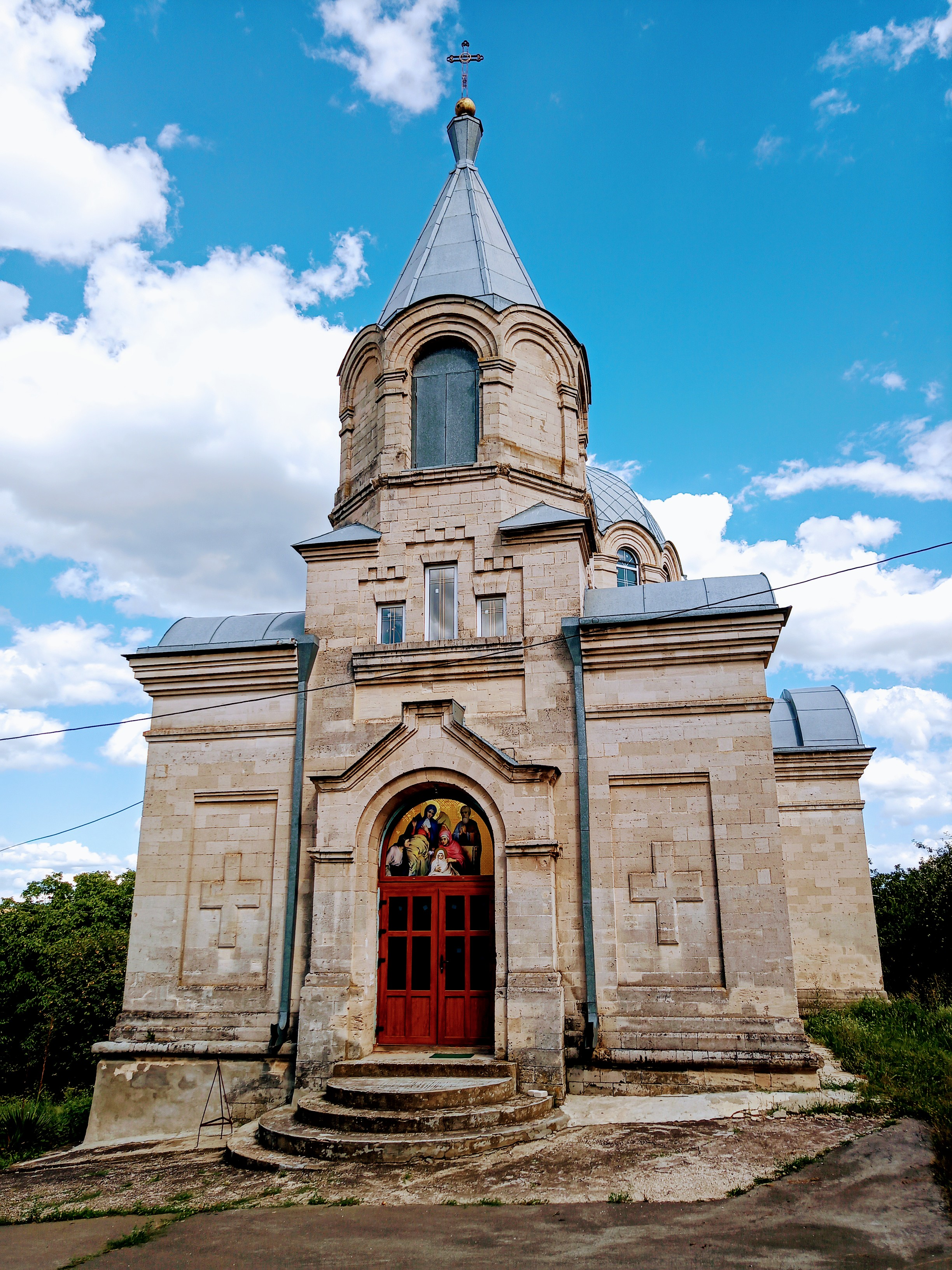
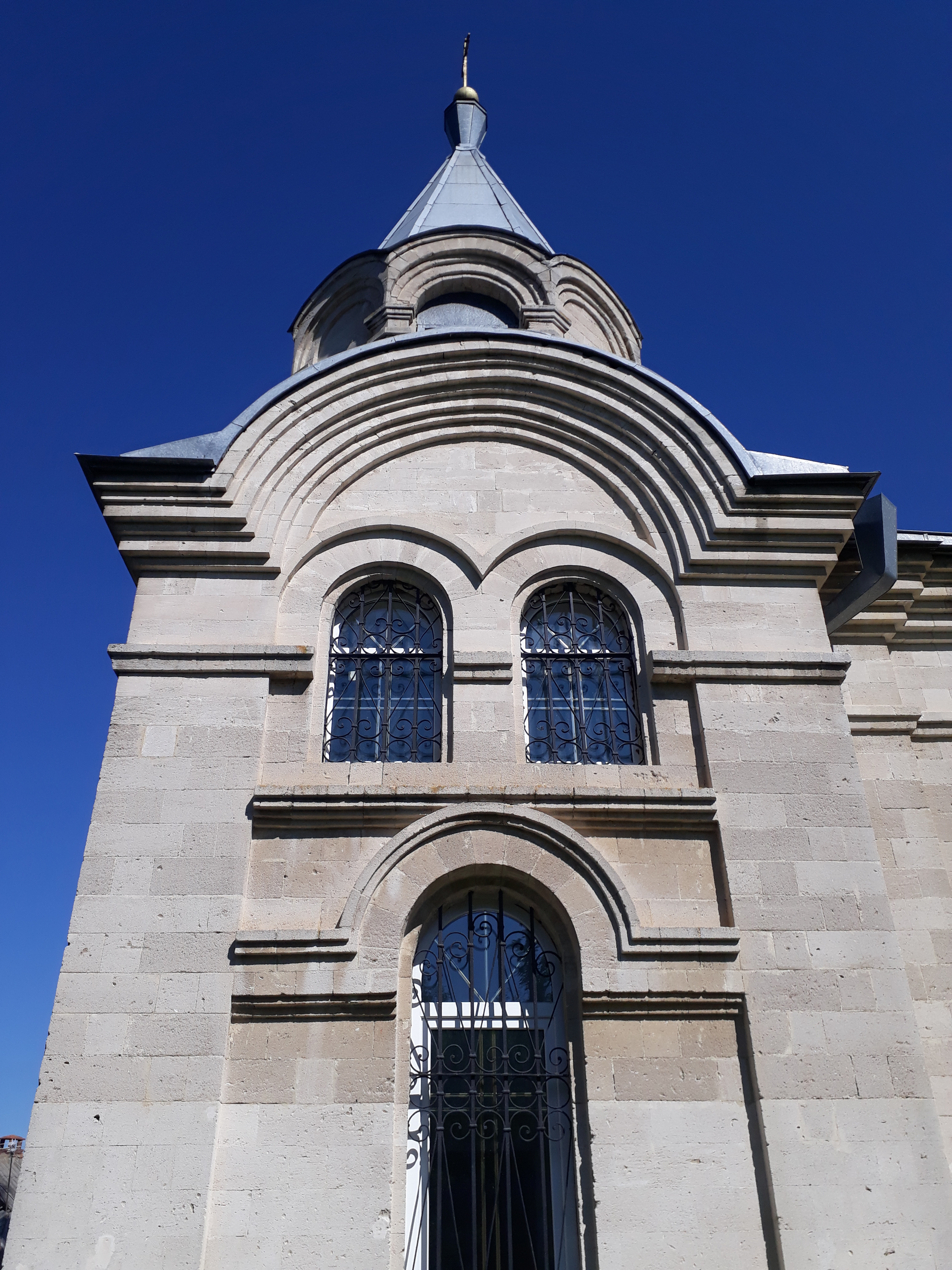
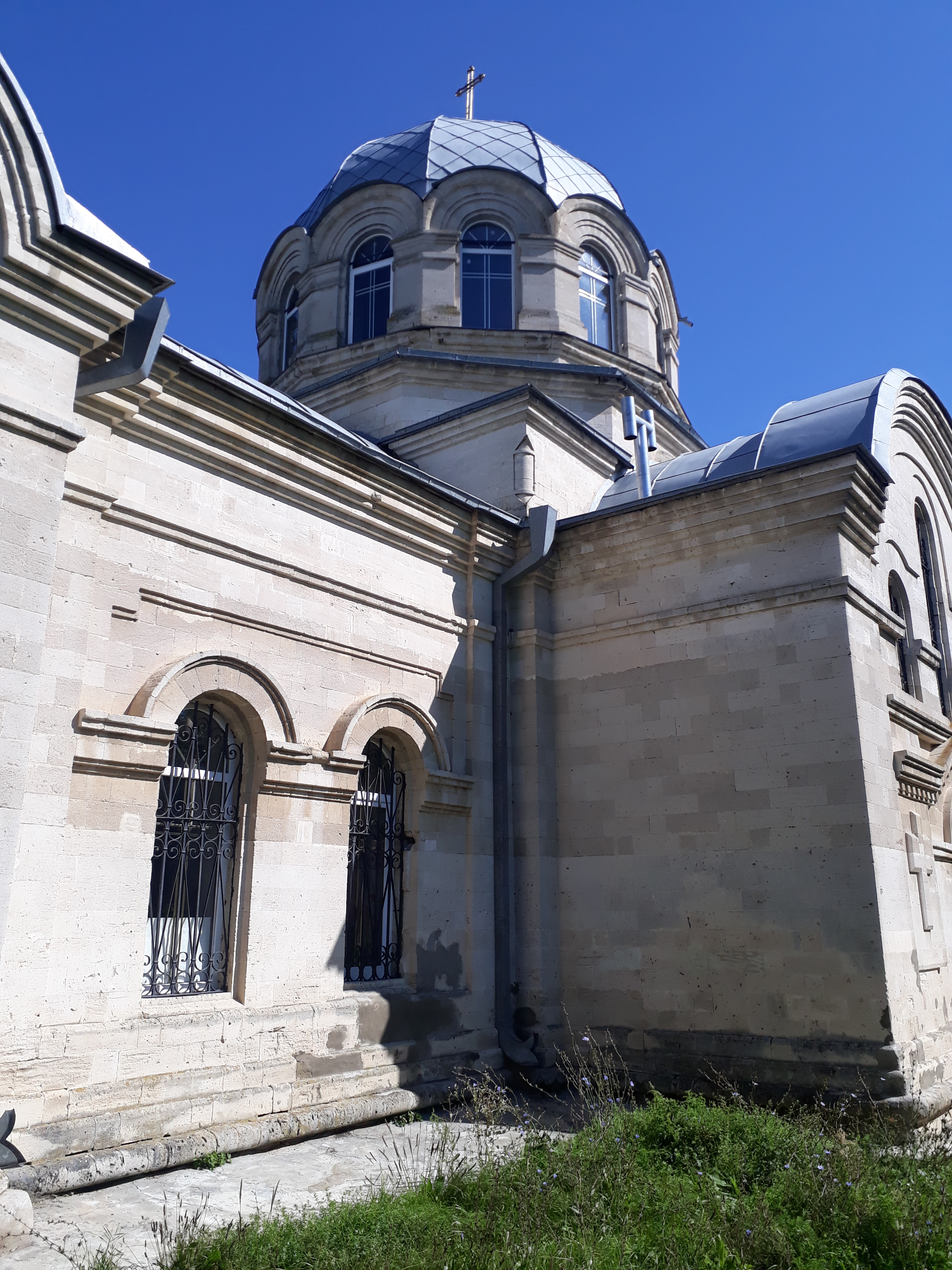
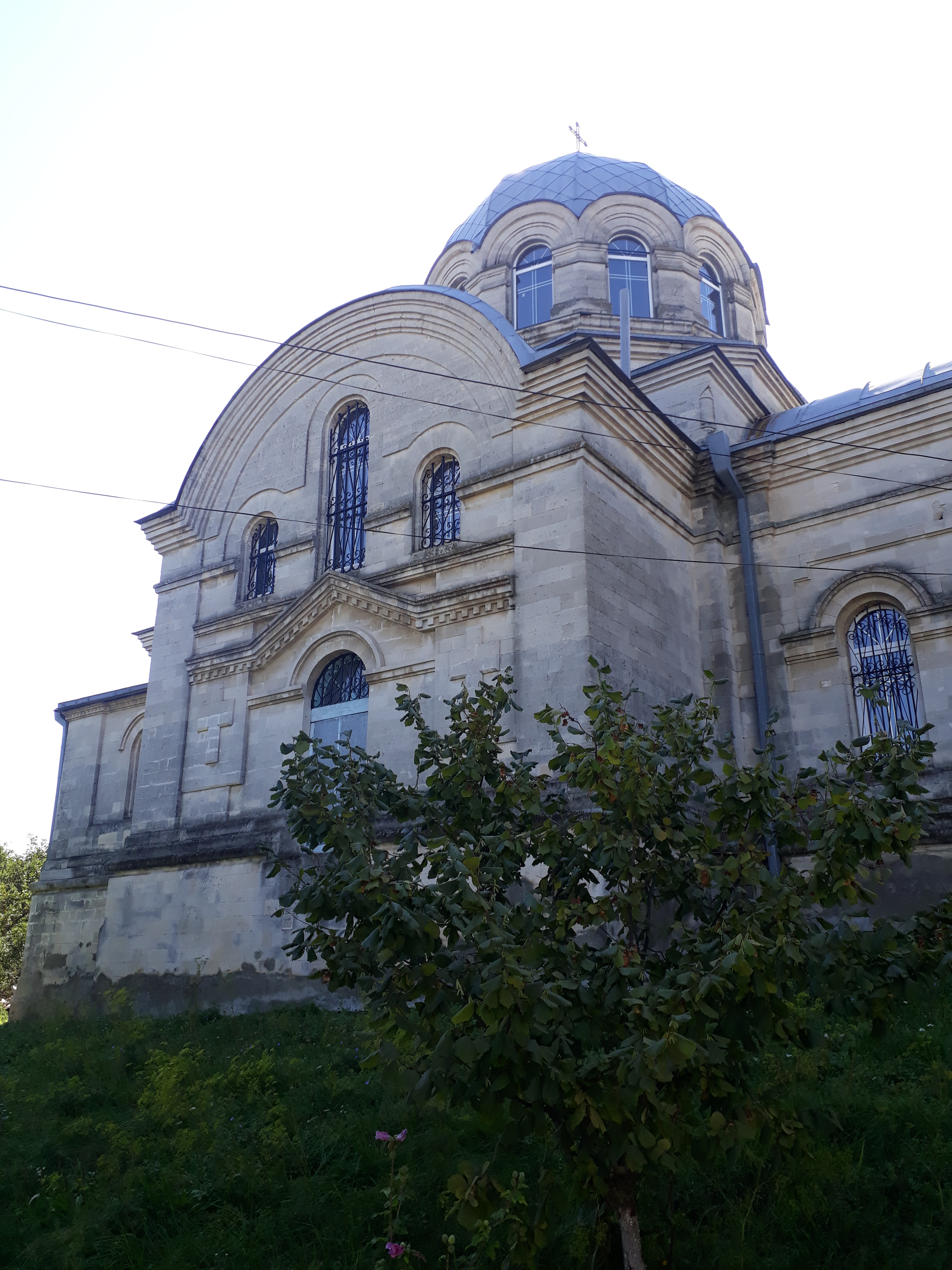
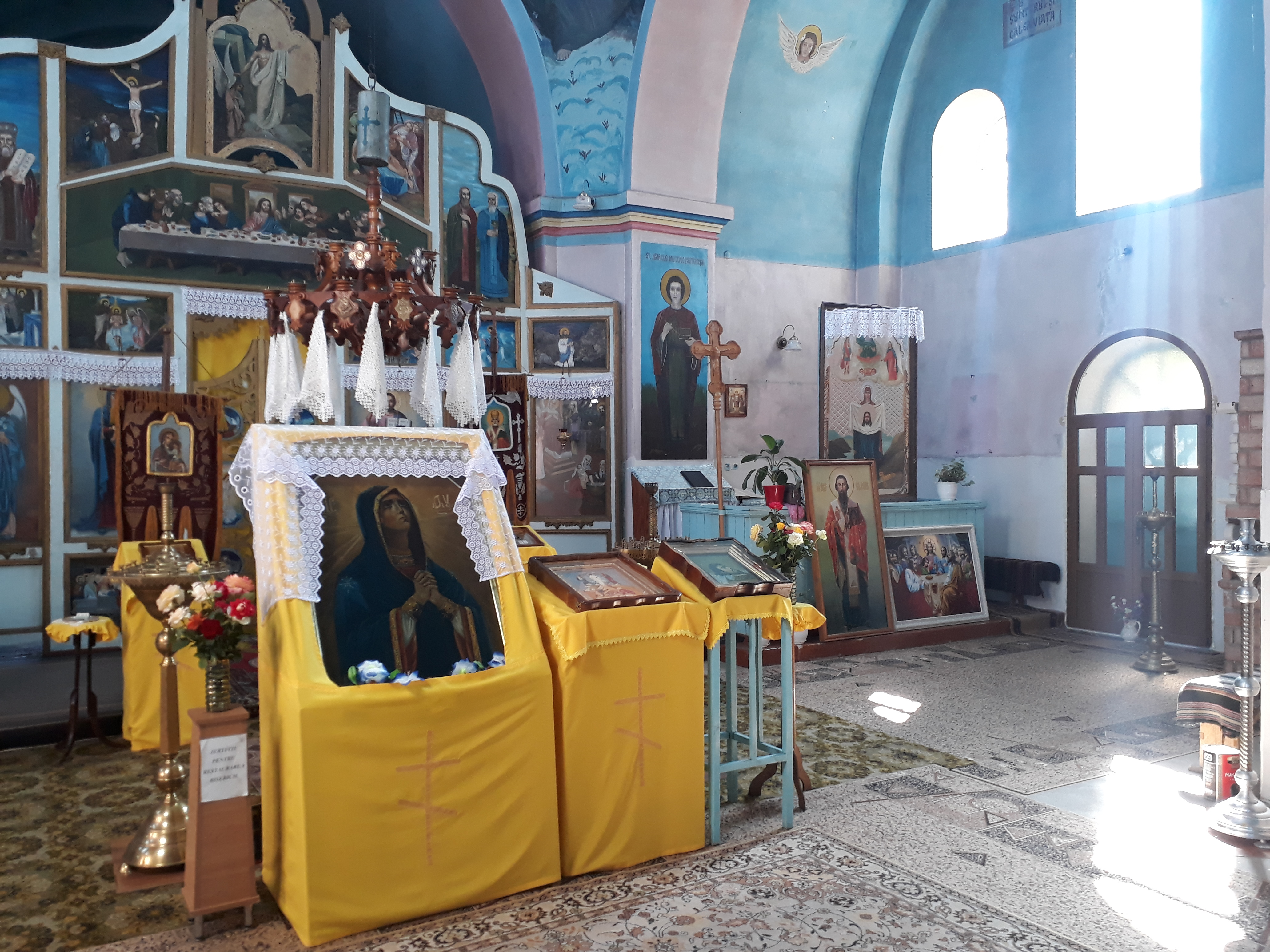

Biserica „Nașterea Maicii Domnului” din localitate, monument ocrotit de stat.